# Chironomus fundatus
Chironomus fundatus är en tvåvingeart som beskrevs av Philinkova och Belyanina 1993. Chironomus fundatus ingår i släktet Chironomus och familjen fjädermyggor. Arten är reproducerande i Sverige. Inga underarter finns listade i Catalogue of Life.